# Ayía Napa
Ayía Napa (oficialmente Agía Napa; en griego: Αγία Νάπα) es un centro turístico en el extremo oriental de la costa sur de Chipre.

## Geografía y naturaleza

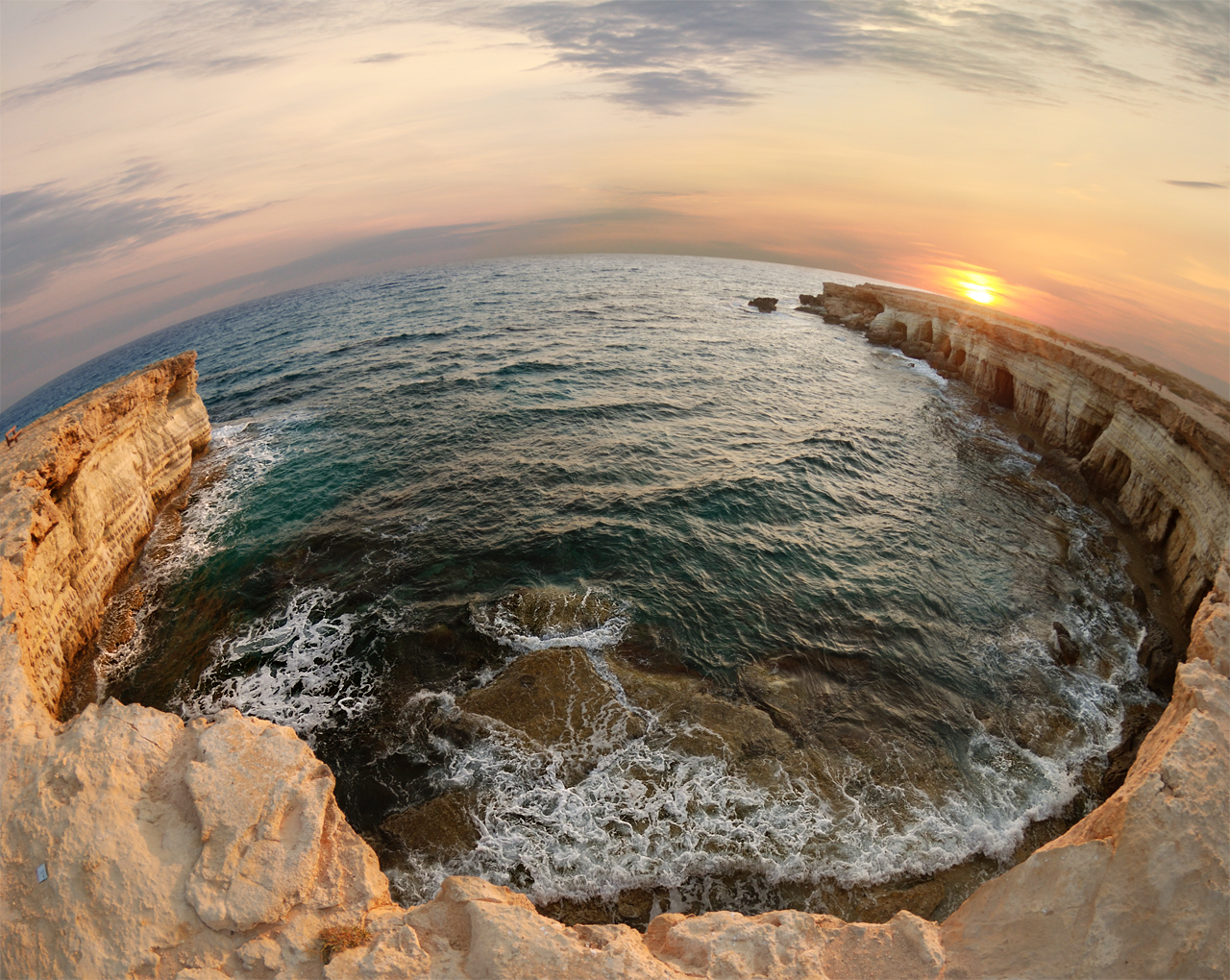
Parque natural de Cabo Greco.

Geográficamente, Ayía Napa se encuentra cerca de Cabo Greco en la parte oriental de Chipre, al sur de Famagusta y forma parte de un área más grande conocida como Kokkinochoria o "Pueblos Rojos", un nombre derivado del color rojo de su tierra. Es una ciudad del Distrito de Famagusta en la parte sur restante del distrito ocupado por las fuerzas turcas en 1974. Está a unos 8 kilómetros de Protaras, una ciudad que ha vivido recientemente un desarrollo similar, pero ha conseguido mantener un perfil más bajo y sigue siendo más atractiva para las familias y los chipriotas locales.
El Parque Nacional de Cabo Greco se encuentra a diez minutos en coche del centro de Ayía Napa y es considerado uno de los lugares más bellos de la isla, ofreciendo bonitos paisajes, saltos de acantilados, paseos en bicicleta y una variedad de actividades. Es uno de los lugares más famosos de Chipre para los amantes de la fotografía, debido a su pintoresca naturaleza, cuevas, acantilados, aguas cristalinas y árboles. Es frecuente encontrar parejas que se acaban de casar haciendo sus fotos de boda en diversos puntos alrededor del Cabo, como el viejo árbol en la entrada, el puente Crow, la capilla Ayioi Anargiroi, la Laguna Azul y también Konnos Bay, una playa rodeada de montañas y claramente, uno de los lugares favoritos entre los lugareños y turistas por su belleza y el hecho de que es generalmente tranquilo. También es conocido por la leyenda local de que allí habita el monstruo marino de Ayia Napa.

## Etimología
El nombre de Ayía Napa deriva de un monasterio del mismo nombre de la etapa veneciana, situado en el centro de la ciudad, junto a la plaza que hoy es el epicentro de la fiesta nocturna. La palabra "Ayía" (Agía) significa "santo" en griego. "Napa" es arcaico y significa "valle boscoso". En la antigüedad, la zona que rodea la ciudad estaba cubierta por un denso bosque.

## Historia
Según la tradición local, un cazador encontró en una cueva una imagen milagrosa de la Virgen María. Atraídos por el descubrimiento de la imagen, un gran número de fieles comenzaron a visitar la cueva. El icono fue probablemente escondido aquí durante el período de la iconoclastia. En el siglo XIV se construyó la iglesia, ampliada por los venecianos en el siglo siguiente, junto con las celdas y un molino, mientras que el molino de aceite se instaló en el monasterio probablemente durante el período otomano.

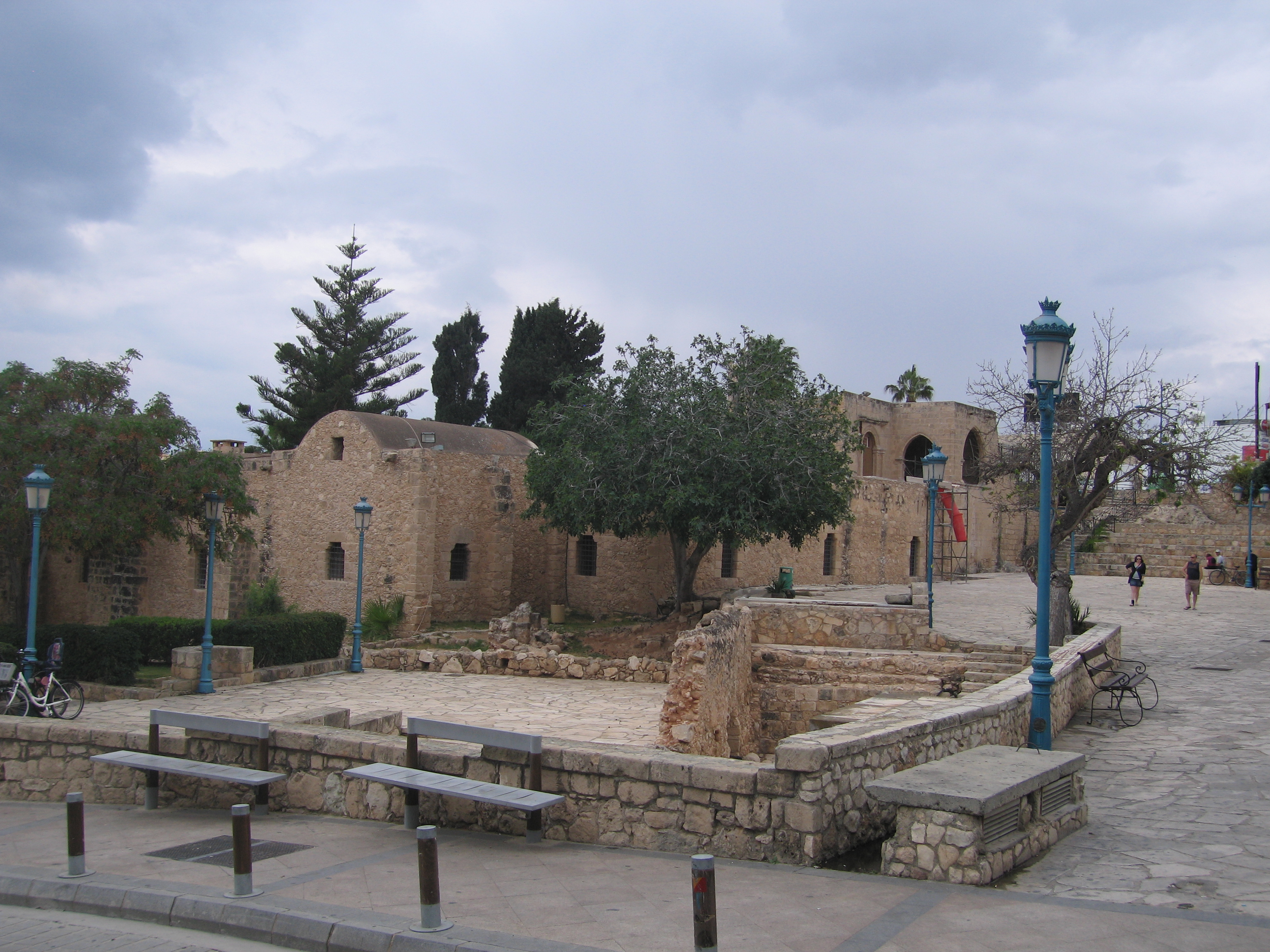
Fachada del Monasterio de Ayía Napa

Cuando en 1571 Chipre cae bajo el dominio otomano, el monasterio no fue destruido como si lo fueron otros edificios cristianos. La descripción de Pietro della Valle de 1625 corresponde fielmente a la situación actual del monasterio. La misma fuente informa que se había convertido en un convento de monjas con extensas propiedades. El monasterio fue ocupado por hombres poco antes de 1668 y, por razones desconocidas, a partir de 1758 ya no tenía monjes permanentes.
Según la tradición local, hasta 1790 nadie vivía en las cercanías del monasterio. Los primeros habitantes vinieron de Salónica escapando de una epidemia de peste. El nombre del primer habitante era Nikolaos Kemitzis Thesalloniki. Llegó de Grecia alrededor de 1790 y se casó en un pueblo situado en la parte noreste de Ayía Napa y Paralimni, el nombre del pueblo era Panayía. Poco después de la boda Kemitzis tuvo una disputa con las autoridades otomanas que gobernaban Chipre en aquel momento y decidió mudarse cerca del monasterio de Ayía Napa.
Después de 1878, cuando Chipre estaba bajo dominio británico, habrá más monjes en el monasterio y la iglesia se convertirá en una iglesia parroquial del país. En 1950 se realizó un trabajo considerable para preservar edificios históricos.

## Religión

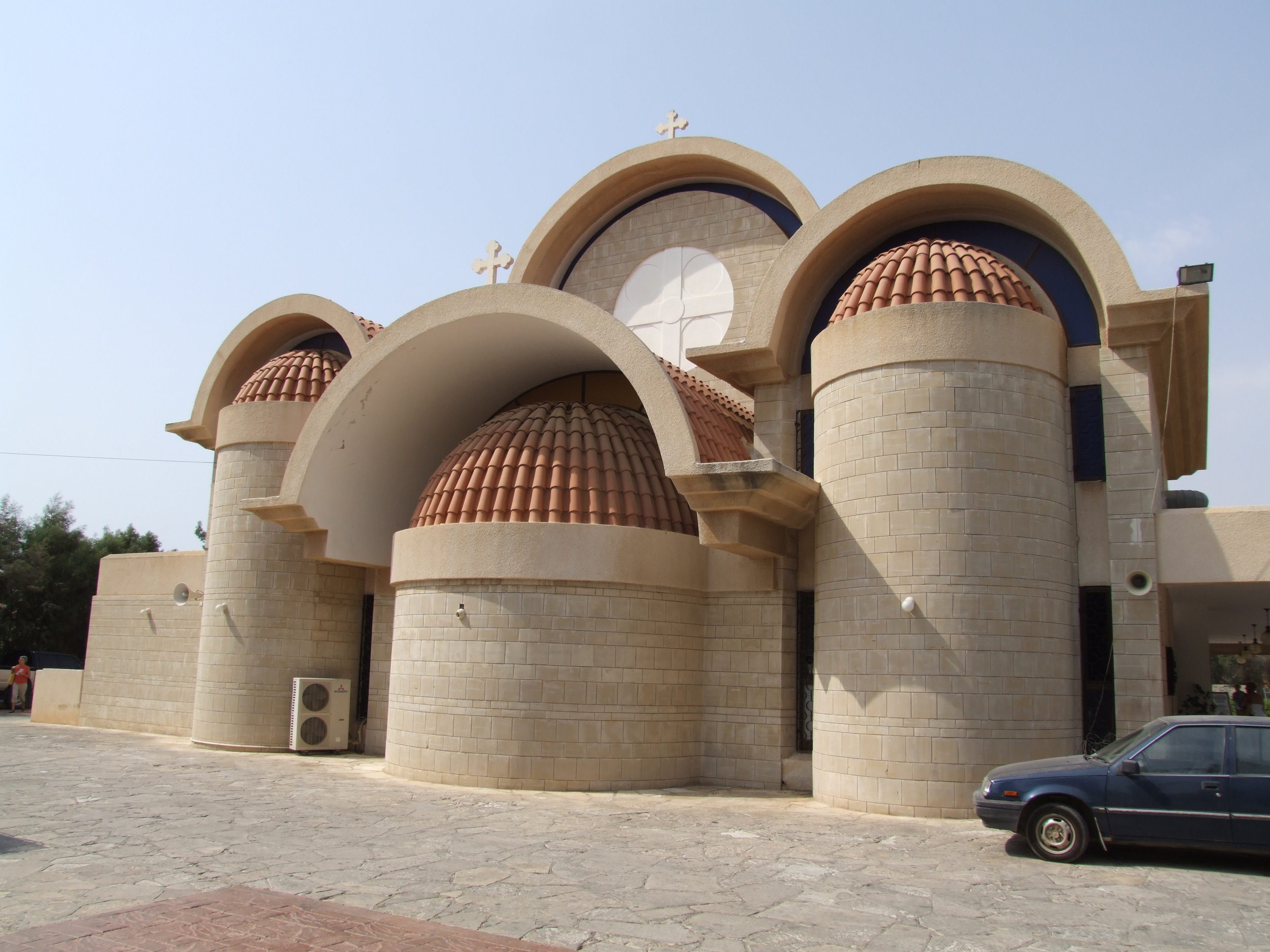
Iglesia de Santa María

Los turistas tienen la oportunidad de asistir a la Santa Misa no solo en las iglesias ortodoxas griegas locales, sino también disponen de una misa católica gracias principalmente a los franciscanos radicados en la isla (OFM). Chipre está bajo la jurisdicción del Patriarcado Latino de Jerusalén.

### Monasterio de Ayía Napa
El monasterio toma su nombre del "Icono de la Virgen del Bosque Sagrado" que se guarda aquí. Aunque el nombre "Ayía Napa" está atestiguado desde 1366, el monasterio, tal como lo conocemos, se construyó en el siglo XV, cuando Chipre estaba bajo el dominio veneciano. El Monasterio de Ayía Napa es el monumento más conocido de la zona. Tiene encanto al representar la época en que Ayía Napa era un pueblo de pescadores. Parece que en la antigüedad el lugar donde está el monasterio y el pueblo hoy en día, estaba cubierto por un denso bosque, visitado solo por los cazadores de las aldeas vecinas.

### Iglesia de Santa María
Cerca del monasterio se encuentra la iglesia moderna de Ayía Napa, pero cuyo interior está diseñado al estilo tradicional de la Iglesia Ortodoxa y por lo tanto para el turismo occidental es muy interesante.

## Turismo

### Playas

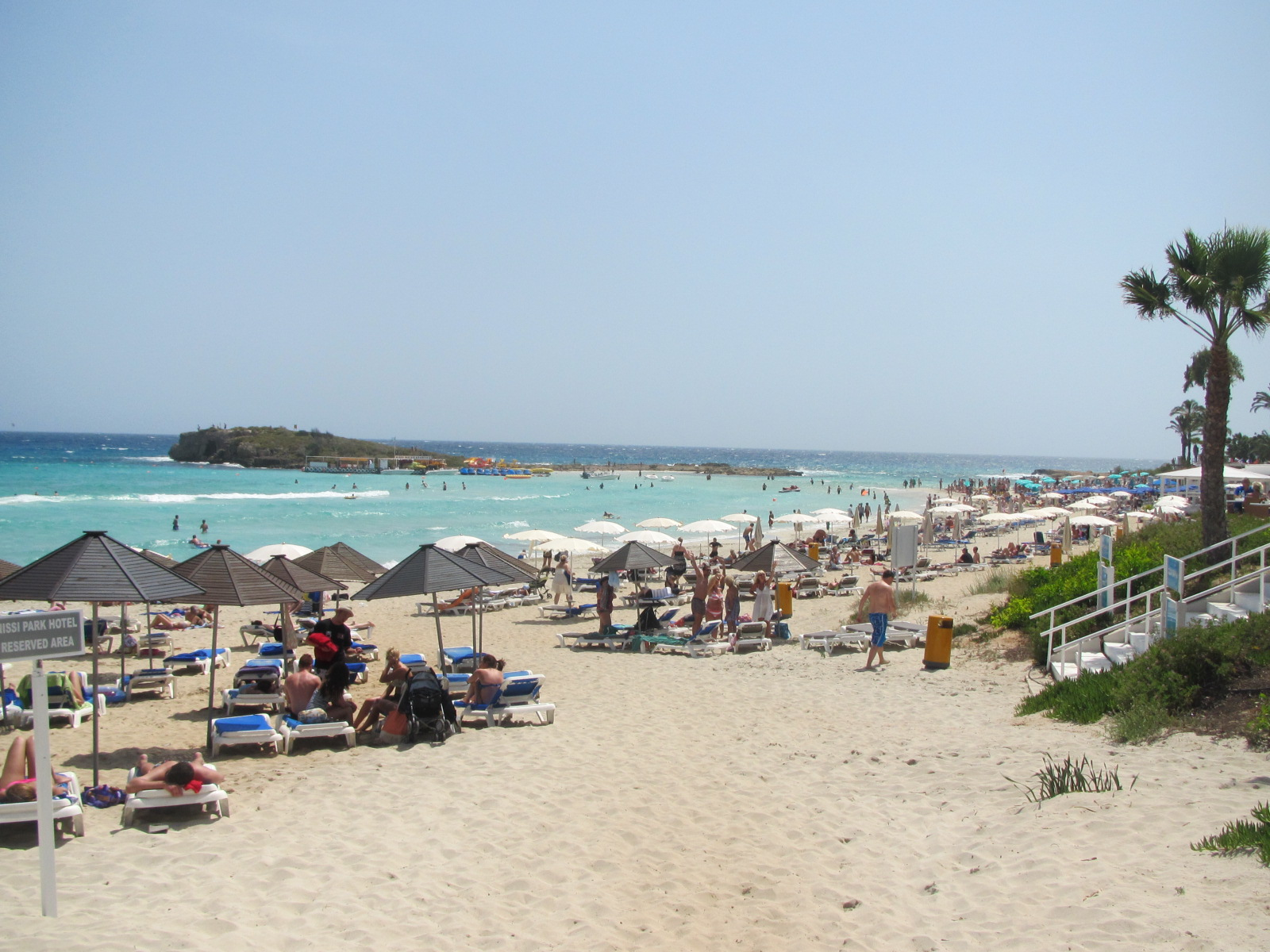
Nissi beach

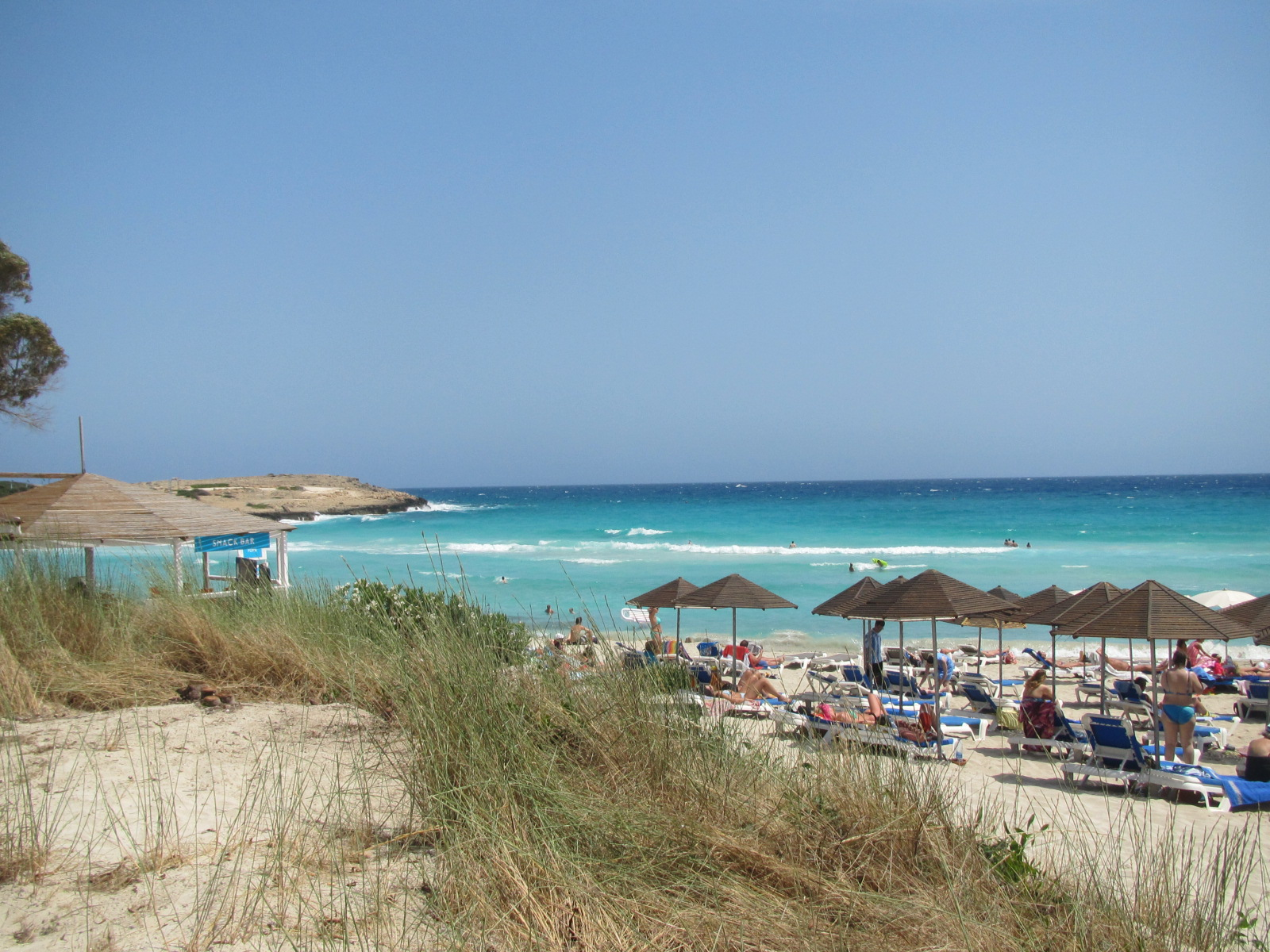
Playa de Ayía Napa

Ayía Napa atrae a un gran número de turistas, en su mayoría británicos, rusos, escandinavos, griegos, alemanes, suizos, israelíes y libaneses, mientras que en los últimos tiempos se ha producido un aumento en la llegada de turistas procedentes de Italia, Francia, Serbia, Eslovaquia y República Checa, dando lugar a una multitud multicultural y que indica un aumento en su popularidad entre personas de distintos grupos de edad de varios países de Europa y Oriente Medio. Ayía Napa cuenta con 27 playas de baño, en las que los deportes acuáticos como el esquí acuático, windsurf, piragüismo, buceo y paseos en lancha motora son muy populares. La Organización de Turismo de Chipre (CTO) supervisa las playas y es responsable de proteger los intereses de todos los turistas. La más popular de estas playas es la de Nissi en Nissi Avenue, que es muy conocida sobre todo entre los jóvenes durante el verano y siempre se abarrota; ofrece excelentes instalaciones para deportes acuáticos, así como un bar de playa que pone música durante todo el día y ofrece eventos como fiestas de la espuma y juegos. Otra es la playa del puerto (también conocido como Limanaki) o la playa Pantahou, que es una de las playas más largas de Chipre y la mayor de Ayía Napa. La playa del puerto está enfocada a las familias. La New Golden Bay (o playa Lanta/Landa como la conocen los lugareños) es menos concurrida, pero también ofrece una serie de actividades. 
De las 27 playas de la localidad, 14 han sido galardonadas con la bandera azul de la UE por su nivel de limpieza y sus instalaciones, más que cualquier otro resort de la isla. Chipre con 53 playas con bandera azul, tiene tres récords:
- más banderas azules por habitante en el mundo
- la más densa concentración de playas con bandera azul
- el mayor número de playas con bandera azul por longitud de costa en el mundo.

Las fiestas en la playa son otra forma popular de entretenimiento en Ayía Napa, a menudo con artistas invitados de UK House y Grime, como Example, DJ Fresh, Lethal B, Tempa T & Boy Better Know, mientras que más recientemente ha habido otros actos de artistas aclamados internacionalmente, como Tyga, LMFAO, Flo Rida y Dimitri Vegas & Like Mike. Estas fiestas en la playa se llevan a cabo principalmente en Makronissos Beach Club, cerca del parque acuático y próximo a Ayía Napa Marina; la playa ha llegado a ser conocida como Kandi Beach en los últimos tiempos debido al nombre de las fiestas que tienen lugar regularmente allí.

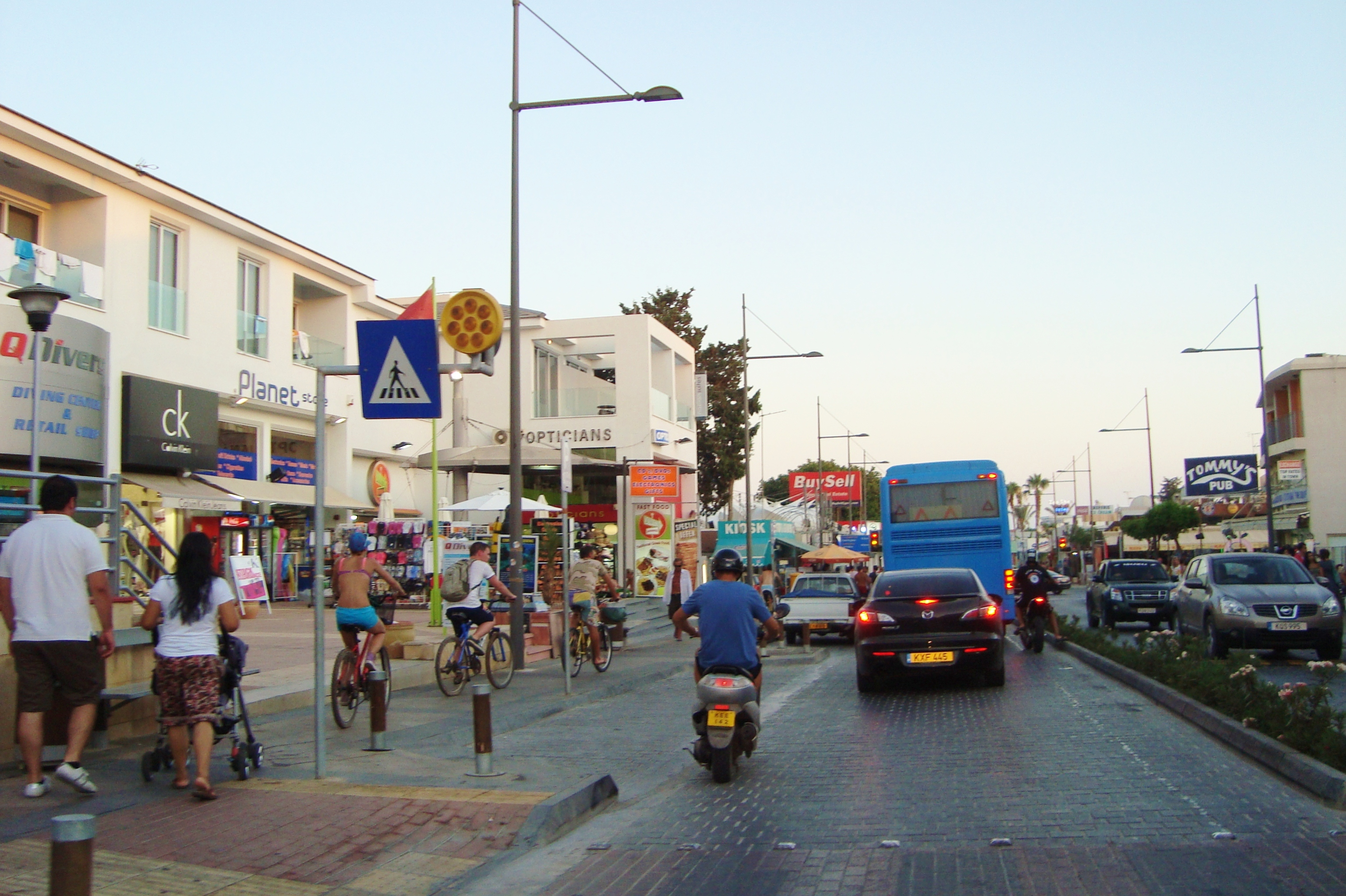
Calle comercial de Ayía Napa durante la tarde

### Lugares de Ocio
Ayía Napa hasta los años 70 era un pueblo modesto con puestos de trabajo centrados en la agricultura, la artesanía y la pesca, ahora se ha convertido, en menos de dos décadas, en un importante centro turístico. Esta rapidez se debió a la invasión turca de la parte norte de la isla (1974) y a la pérdida del importante enclave turístico de Varosha (cerca de Famagusta). El error de concentrar hoteles en un espacio reducido no se ha repetido en Ayía Napa; la mayoría de los grandes hoteles y complejos de apartamentos se extienden a lo largo de la costa hacia el este y, especialmente, hacia el oeste, donde están algunas reservas naturales.
Varios hoteles y apartamentos están situados en la Avenida Nissi, la calle principal de Ayia Napa, incluyendo Nissi Beach Hotel & Kaos Hotel Apartments, entre otros, además de un gran número de cafeterías, restaurantes y bares que ofrecen diversos tipos de cocina a los visitantes incluyendo tabernas locales con cocina chipriota, pizzerías, asadores, pubs que ofrecen English Breakfast, restaurantes chinos, etc. Al final de la Avenida Nissi está la Avenida Archiepiskopou Makariou III, otra calle principal en Ayia Napa, ofreciendo gran cantidad de cafés y bares de alto standing y el monumento "I love Ayia Napa". The Square y Bar Strip están en el extremo superior y el Puerto de Ayia Napa y la playa del puerto (Limanaki) en su extremo inferior.

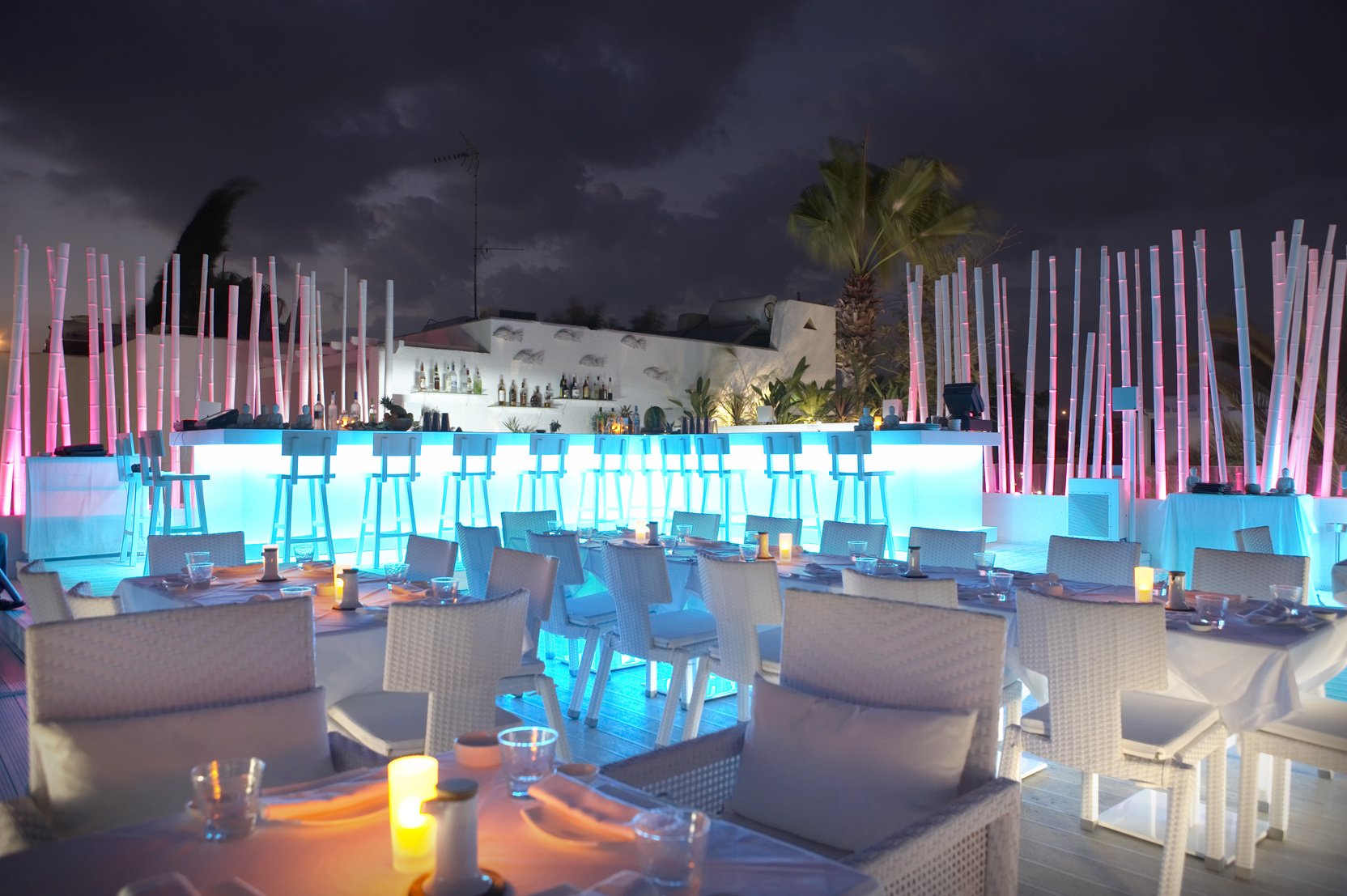
Bar en el Hotel SoWhite en Ayia Napa por la noche

The Square, es el centro de la ciudad, está lleno de restaurantes, clubes nocturnos y tiendas, como The Castle Club (normalmente aparece en la lista mundial Top 100 de los DJ Clubs), Club Sin, Black & White, Nigtmare-Horror Maze y Nikita's Steak House. Ayia Napa ha cambiado mucho su imagen en los últimos años, de un pueblo de pescadores a un típico centro turístico mediterráneo y ahora ha encontrado su lugar como una ciudad multicultural, para todos los gustos. Ayia Napa tiene leyes estrictas sobre el uso de gas de la risa y estos últimos años han sido arrestados todos aquellos que han sido pillados usándolo. Si es descubierto utilizando el gas de la risa el turista puede enfrentarse hasta un mínimo de 1 año de prisión y puede ser expulsado del país.

### Puntos de interés
- El parque de esculturas de Ayia Napa. Se encuentra en la parte este de la localidad. Fue inaugurado en mayo de 2014, con la organización del Primer Simposio de Escultura de Ayia Napa. 17 esculturas fueron creadas en el lugar con la participación de Chipre y Grecia. El municipio continúa ahora con la organización del Segundo Simposio, que ya ha recibido el espaldarazo internacional con participantes de Europa, Estados Unidos, Oriente Medio y Chipre y siendo aceptado como miembro del ISSA - International Sculpture Symposium Alliance.[8] Este parque en enero de 2018 incluía más de 200 esculturas de 140 escultores de todo el mundo.[9][10]

- El pescador de Ayia Napa. La pesca es parte de la historia de Ayia Napa. La población estuvo formada en su mayoría por pescadores y agricultores. Este monumento fue creado y dedicado a todos los pescadores del mundo y se inauguró en junio de 2015.[11]

- La sirena de Ayia Napa.[12] Una escultura en el puerto de Ayia Napa. La sirena se inspiró en los poemas del poeta ganador del Premio Nobel Yorgos Seferis y en Alejandro Magno, ya que según la leyenda ella era la hermana del conquistador macedonio. Poseía la característica única de tener dos colas. La escultura fue inaugurada en 2015.[13]

- La granjera. Ubicada en el corazón de la ciudad, la estatua es una versión moderna de una granjera.

- El granjero de Ayia Napa. Se creó una plaza en la calle Yiannaki Pappoulis donde se colocó la escultura del granjero de Ayia Napa. Esta iniciativa estaba bajo las medidas tomadas para mejoras y cambios en el centro de la ciudad. El monumento fue inaugurado en julio de 2016.[14]

- Familia Kemitzides. Una colección de tres esculturas que representan a la familia Kemitzis, que fundaron Ayia Napa en 1790. El hombre tiene características griegas en su ropa porque Kemitzis era de Tesalónica. La dama es una mujer chipriota clásica y el niño simboliza la continuación de la familia. El proyecto se inauguró en septiembre de 2016. Cinco familias de Ayia Napa lo donaron a la ciudad.[15][16]

- El parque de cactus. Se creó un parque que incluye más de 10.000 cactus y plantas propias de desiertos. Ubicado junto al parque de esculturas, fue creado por voluntarios. El parque fue inaugurado en junio de 2015.[17][18]

- Arrecife artificial. El principal punto de interés dentro del arrecife artificial es el Barco de Kyrenia, que fue donado por el Ministerio de Defensa a la ciudad de Ayia Napa. Otras esculturas submarinas también se encuentran en el arrecife. Fue inaugurado en febrero de 2015.[19][20]

- La rotonda de los barcos de pesca. Un toque de la historia de Ayia Napa se puede ver en la primera rotonda principal de Ayia Napa. La ciudad estaba buscando formas de crear sentimientos y recuerdos positivos al entrar en la ciudad. Un barco de pesca abandonado fue trasladado allí junto con algunos otros barcos.

- El Centro Ambiental y Educativo de Cabo Greco, que proporciona información y educación sobre el parque nacional de Cabo Greco, un área natural 2000 protegida. El centro fue inaugurado en mayo de 2017.[21]

- Monumento a los voluntarios de la 1ª y 2ª Guerra Mundial. En octubre de 2016, la ciudad inauguró en presencia del ministro de Defensa el monumento dedicado a los ciudadanos de Ayia Napa que participaron en la 1ª y 2ª Guerra Mundial. El monumento abarca desde la batalla de Gorgopotamos a la de El Alamein.[22]

### Reconocimiento del Gobierno - Premios y estadísticas
El Gobierno de Chipre, reconociendo la importancia de Ayia Napa para la economía de la isla, decidió en 2014 reconocer a Ayia Napa como un centro urbano urbano principal.
Hoy en día, Ayia Napa es el centro turístico más grande de Chipre, con una capacidad de camas para 27.000 personas y más de 175 hoteles y apartamentos de todos los tamaños. En 2017, el complejo recibió a más de 700.000 turistas y alojó a 5 millones de pernoctaciones, lo que representa aproximadamente el 30% de todas las pernoctaciones en la isla. La ciudad de Ayia Napa tiene el séptimo presupuesto más grande de los 30 municipios activos de Chipre y da empleo a 280 personas.
La ciudad fue reconocida como Ciudad Principal de Destino por la Asamblea de Negocios de Oxford y en 2018 se le otorgó la bandera internacional de atractivo de inversión e innovación "Bandera de Europa" y el Certificado Internacional de Excelencia en Inversión e Innovación (ICEII).

### Ayia Napa Marina
El 30 de septiembre de 2016, se colocó la primera piedra del Ayia Napa Marina (el proyecto privado más grande de Chipre en ese momento). Se espera que cueste 250 millones de euros y se termine en 2021. El principal inversor es el magnate egipcio Naguib Sawiris. El alcalde de Ayia Napa, Yiannis Karousos, le entregó a Sawiris la llave de oro de la ciudad y dijo que este fue un "día excepcional para el municipio y para Chipre", además de afirmar que el proyecto subraya la ambición de Ayia Napa de convertirse en "el mejor y más cosmopolita centro turístico del Mediterráneo".

### Compras
Chipre es conocida por su artesanía y boutiques. En Ayia Napa, las tiendas están intercaladas con establecimientos de venta de gafas de sol y relojes. Un gran número de tiendas de ropa se han abierto recientemente en Nissi Avenue y Archiepiskopou Makariou Avenue.

## Museos, Ruinas, Arte y Cultura

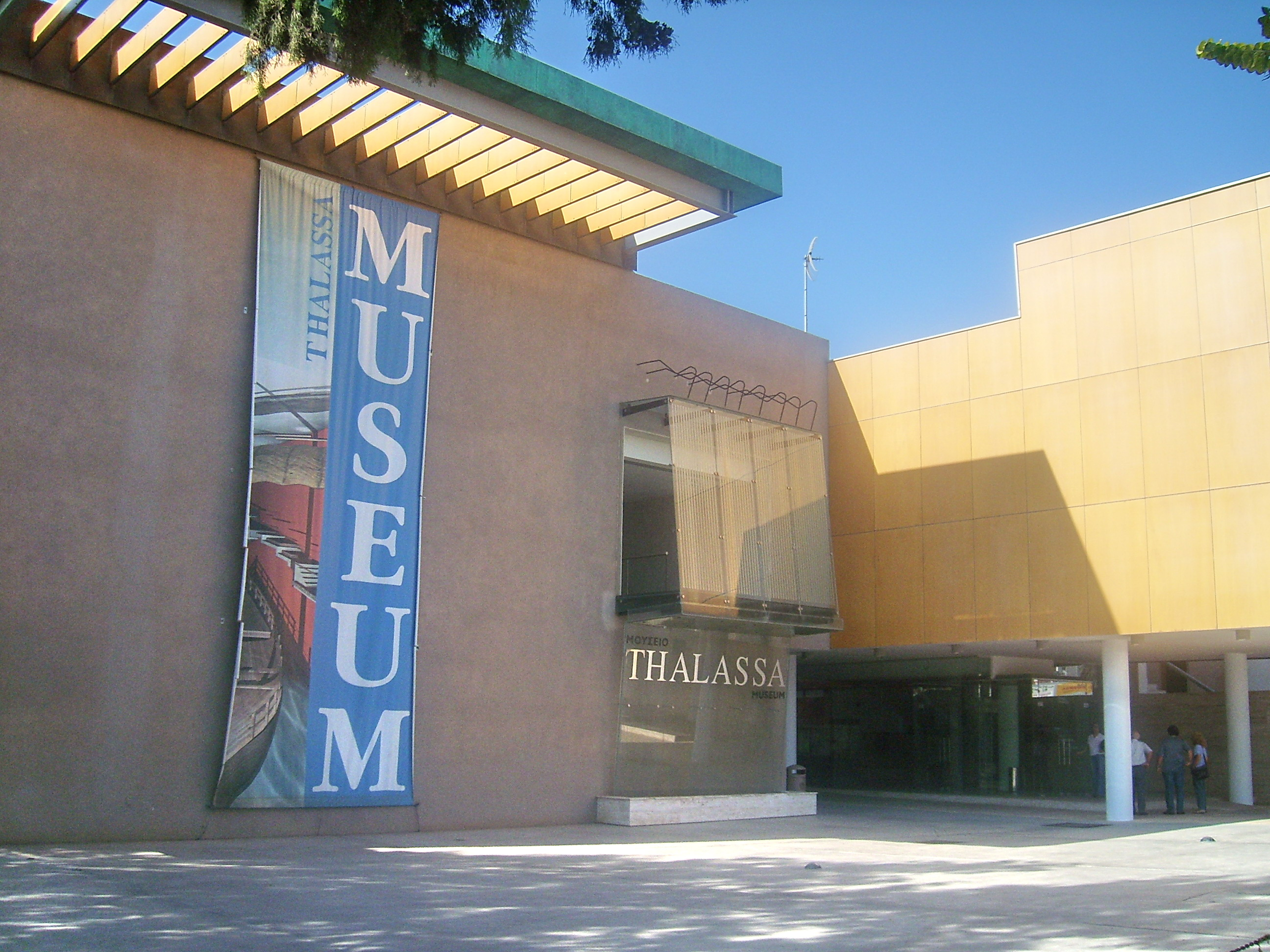
Thalassa Museum.

La ciudad tiene dos museos municipales de temática marina.
Museo Tornaritis - Pierides, Museo de la Vida Marina, fue fundado en junio de 1992 en Ayia Napa y está situado en la planta baja del Ayuntamiento. Exhibe la vida marina pasada y presente, clasificada científicamente. Su objetivo principal no es solo mostrar la fauna marina de Chipre y el Mediterráneo, ayudando al estudio e investigación de esta parte de la historia natural, sino también subrayar la importancia y la necesidad de preservar el medio ambiente marino.
Museo Thalassa, Museo Municipal del Mar en Ayia Napa, se dedica a la mejora, promoción y preservación del patrimonio marino de Chipre, desde la prehistoria hasta la actualidad. Situado en el centro de la localidad, el museo exhibe artefactos marinos y sirve como centro para programas educativos y eventos culturales de la comunidad. En el Museo hay esculturas, grabados, cerámicas y pinturas de paisajes marinos realizados por algunos de los más grandes artistas griegos y chipriotas de los siglos XIX y XX.
Las Tumbas de Makronissos se encuentran al oeste de la localidad de Ayia Napa. Son un antiguo cementerio de las épocas helenística y romana, que se encuentra en un camino escalonado, que conduce a una entrada rectangular. Las entradas se cerraron originalmente con una gran o dos pequeñas losas calcarenkes. Las cámaras funerarias están vacías.

## Sitios y eventos culturales

### Festividades

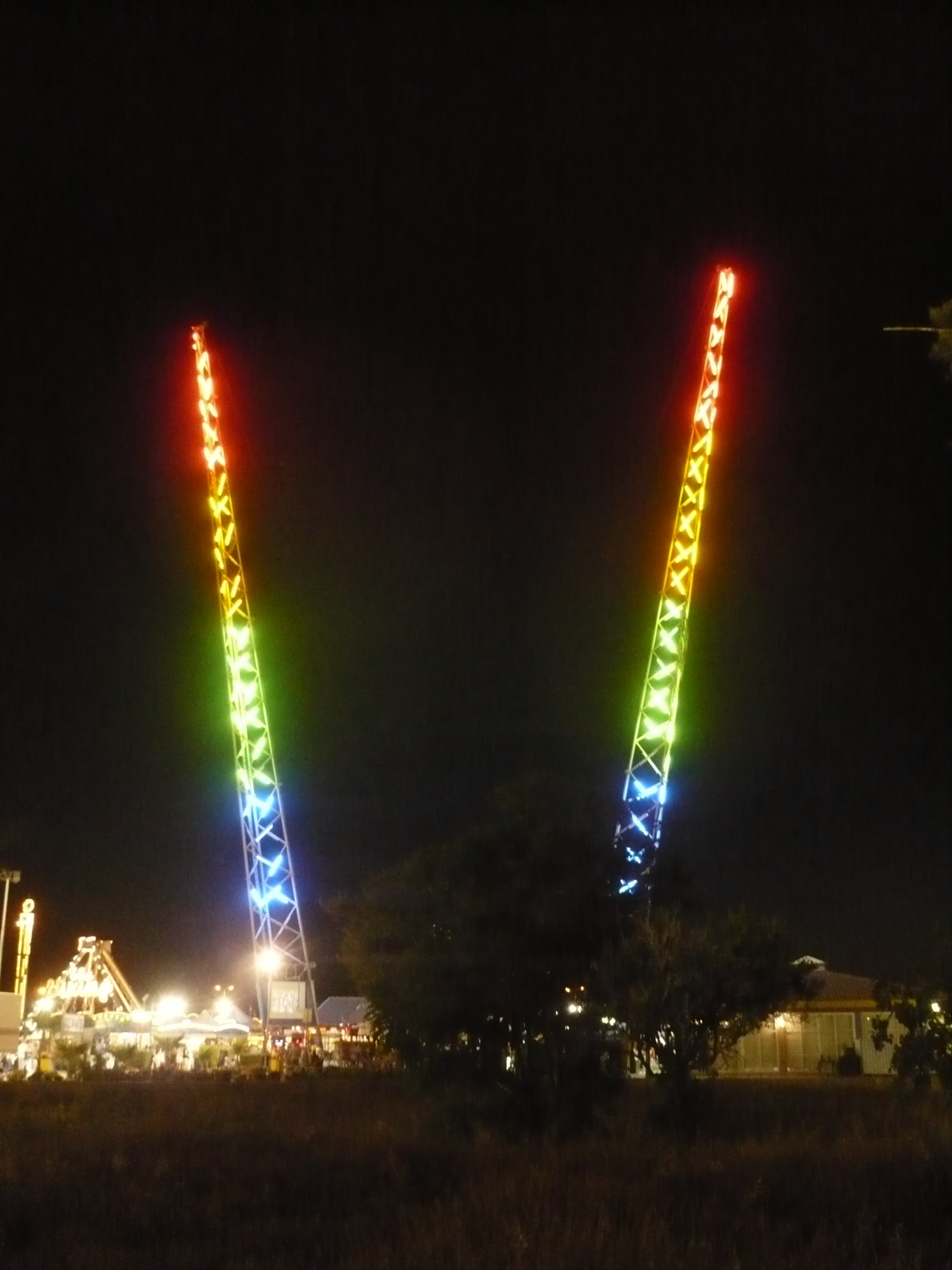
Recinto ferial en Ayia Napa

El Festival de Ayia Napa se celebró por primera vez en septiembre de 1985 y se ha establecido como un evento anual, por lo general durante el último fin de semana de septiembre. Se lleva a cabo en la Plaza Sepheris al lado del Monasterio de Ayia Napa. Las festividades reflejan las tradiciones históricas, culturales y agrícolas de Ayia Napa y Chipre en su conjunto. El programa incluye obras de teatro, óperas, conciertos y bailes folclóricos chipriotas y extranjeros. Los visitantes también pueden disfrutar de exposiciones de arte y fotografía, talleres de tallado de madera y platería y concursos culinarios con queso halloumi. Famosos artistas visitaron el festival como Nana Mouskouri, Marios Frangoullis, Viki Leandros, George Dalaras y los Tenores del Siglo 21 de Moscú.

### Festival de la Juventud
El Festival de la Juventud de Ayia Napa fue creado en 2010, cuando el Consejo de la Juventud de la ciudad aceptó la propuesta de su presidente Yiannis Karousos y decidió organizar un festival similar a los grandes festivales de música de Europa, combinando actividades y música. El festival se basa en varios principios como la entrada gratuita, los cabezas de cartel son elegidos por el público, un fin benéfico y atribuirse un mensaje de responsabilidad social; todos los estilos de música son bienvenidos. En el primer festival que tuvo lugar en la plaza del puerto más de 10.000 personas lo visitaron durante tres días con grupos griegos como la banda reggae Locomondo, el grupo de pop-rock MPLE y la banda de hip hop Stavento acompañando a Ivi Adamou. También participaron 25 grupos, la mayoría de ellos en los estilos de música rock y metal. En 2011, el Festival se hizo internacional y contó con las bandas Stratovarius, Sabaton, Rotting Christ, Nightstalker y 20 grupos de toda Europa y Chipre. La tercera edición tuvo lugar los días 24 y 25 de septiembre de 2012 con artistas famosos de rock en su plantel como Vasilis Papakonstantinou, los hermanos Katsimixa, Nighstalker y muchas otras bandas de Malta, Grecia y Chipre.

### Parque Acuático Waterworld
El Waterworld es el mayor parque acuático de temática griega de Europa, se inauguró el 7 de abril de 1996 y desde entonces se ha convertido en uno de los lugares más visitados de Chipre, con más de 4 millones de visitantes. Ha recibido el reconocimiento internacional por su marketing y su innovación entre las asociaciones de parques acuáticos de todo el mundo ganando más de 25 premios hasta la fecha. Está centrado en temas de la mitología griega con atracciones mejoradas, zonas de descanso amplias para los padres y áreas de juego para los niños. También cuenta con varios restaurantes de comida y una tienda de regalos. Waterworld está abierto los 7 días a la semana durante la temporada de verano. El parque es miembro de la Asociación Mundial de Parques Acuáticos y de la Asociación Internacional de Parques de Diversiones y Atracciones.

### El Paseo-Plaza de la Fama

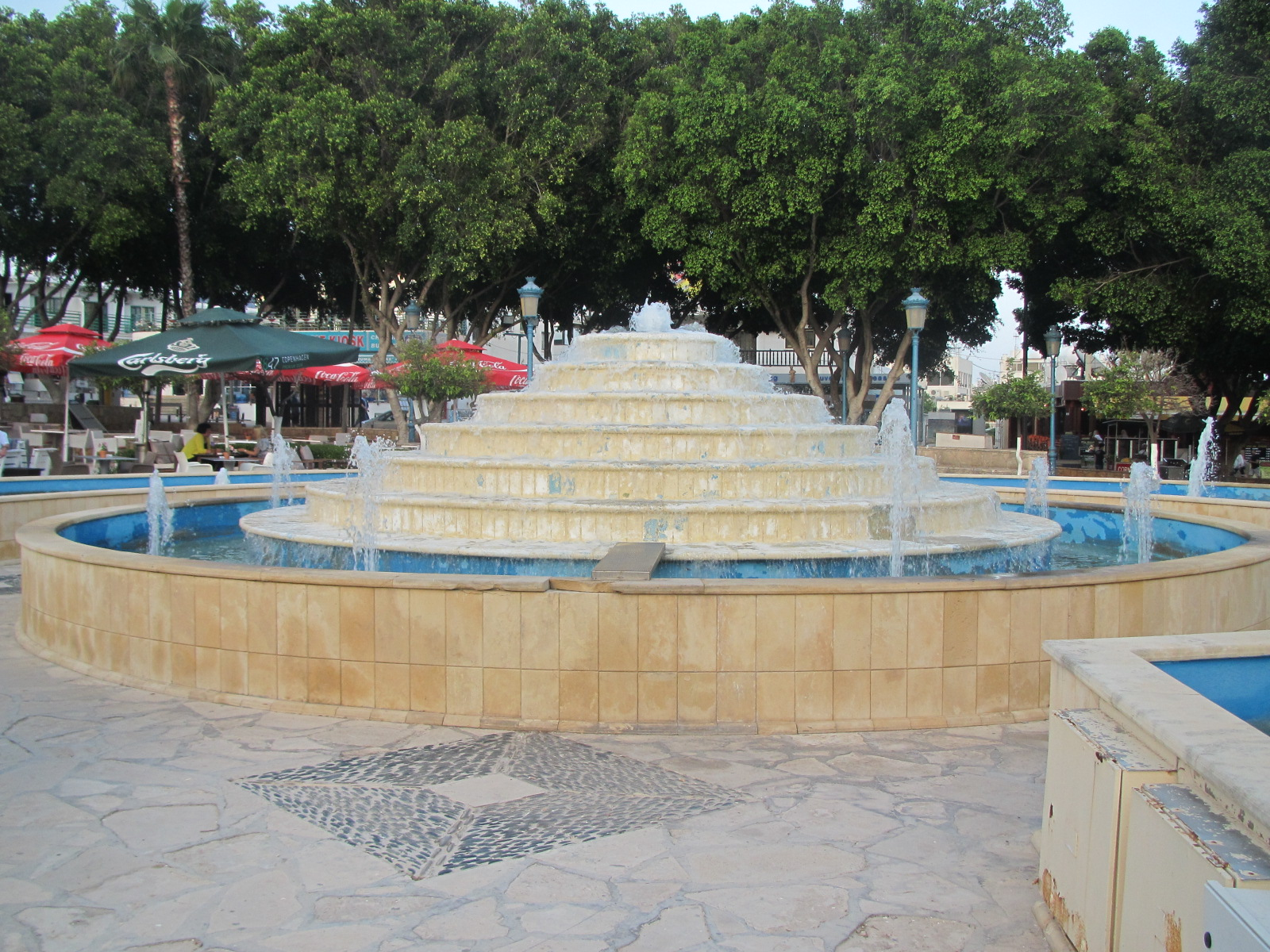
Plaza de Ayia Napa

Con el fin de honrar a las personalidades y artistas famosos que visitaron y todavía visitan Ayia Napa, la ciudad en 2013 ha inaugurado la Plaza de la Fama. Cantantes famosos, Djs, artistas o políticos son llevados a esta plaza. La idea se basa en la estrategia de experiencia turística completa que el municipio de Ayia Napa está siguiendo. Artistas como Psarantonis, Mario Frangoulis, los Tenores del Siglo 21, Tiësto o Paul Van Dyk son solo algunas de las estrellas colocadas. La Plaza Estrella fue creada en el centro de la ciudad con la intención de atraer a los visitantes mediante la creación de puntos de interés en el centro de la ciudad.

### Récords mundiales
A raíz de una propuesta del alcalde Yiannis Karousos, entonces Presidente de la Comisión de Turismo de Ayia Napa, el 16 de septiembre de 2007, la cadena más larga del mundo de bailarines de Sirtaki (una danza griega ostensiblemente tradicional) bailó a Zorba, el griego, en un intento exitoso para entrar en el Libro Guinness de los récords. La cadena tenía un total de 268 miembros de los ocho grupos que bailan el paso de Zorbas. El entonces alcalde, Antonis Tsokkos, dijo que el objetivo del evento era enviar el mensaje de que la ciudad estaba interesada en la cultura griega y promover el destino turístico en el extranjero. La jefa de los servicios culturales de la Municipalidad, María Tofini, dijo que según el Libro Guinness de los récords, los bailarines tenían que realizar el paso sincronizado para clasificarse. El evento atrajo la atención de turistas y locales, muchos de los cuales bailaban al Zorbas en la playa y en el mar. Este registro ya se ha perdido, pero habrá otro intento de reclamarlo el 28 de septiembre de 2014, como parte de las actividades de las fiestas de Ayia Napa. El intento se realizará en la Avenida Archiepiskopou Makariou y los bailes que se llevarán a cabo serán "Kalamatianos", "Zorbas"  así como la danza rusa "Kalinka". Se espera que el evento atraiga el interés de muchos lugareños y turistas por igual, además de los grupos de baile profesionales que participarán en el intento.

## Deportes

### Fútbol
El equipo principal de la ciudad es el Ayia Napa FC.

## Relaciones internacionales

### Ciudades hermanadas
Ayia Napa está hermanada con las siguientes ciudades:
- Mellieħa, Malta
- Minsk, Bielorrusia
- Ioannina, Grecia
- Rethymno, Creta, Grecia
- Serres, Grecia
- Gelendzhik, Rusia
- Metallostroy, Rusia
- Ivánovo, Rusia
- Byblos, Líbano

## Galería

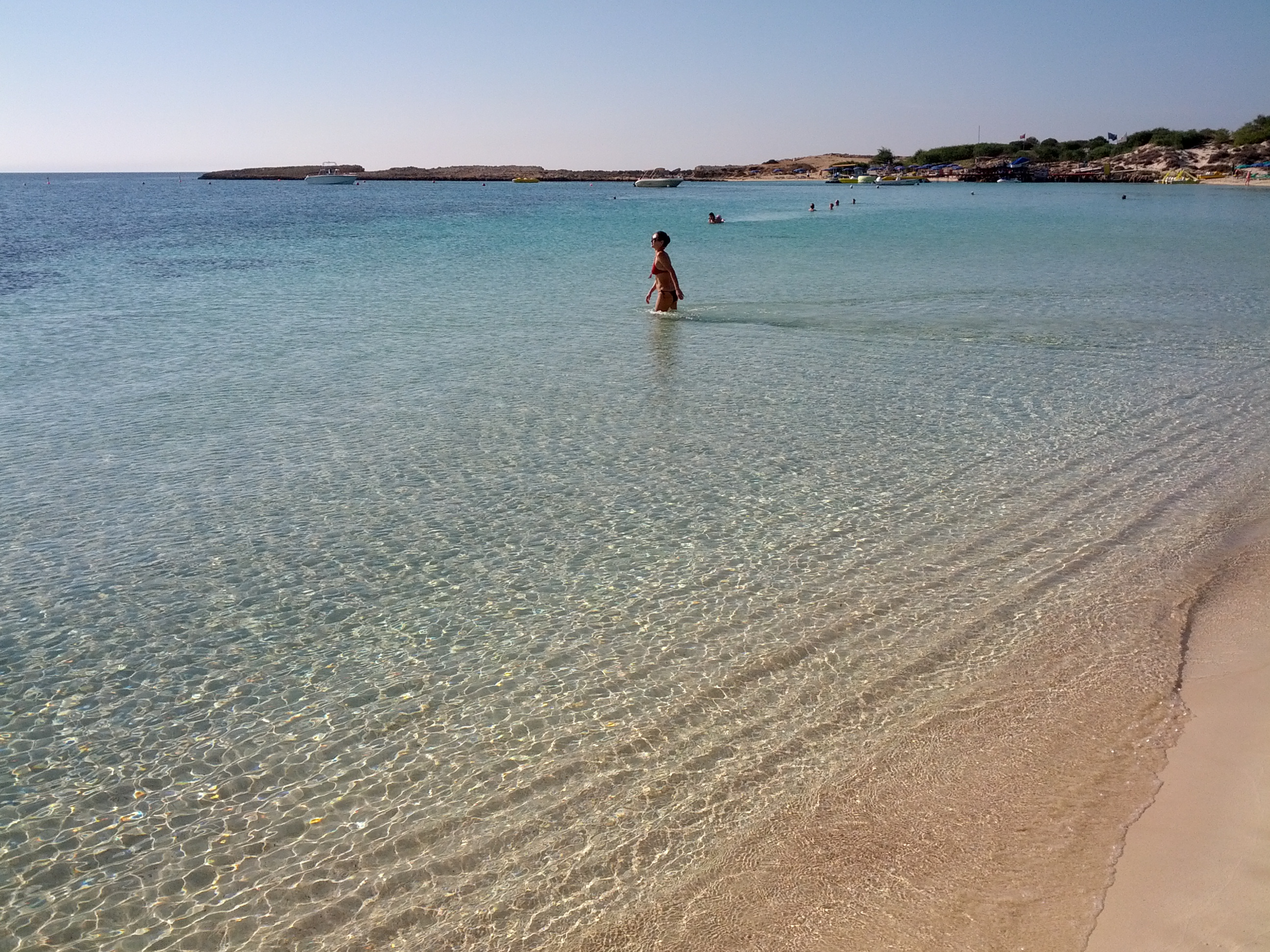
Playa de Ayia Napa
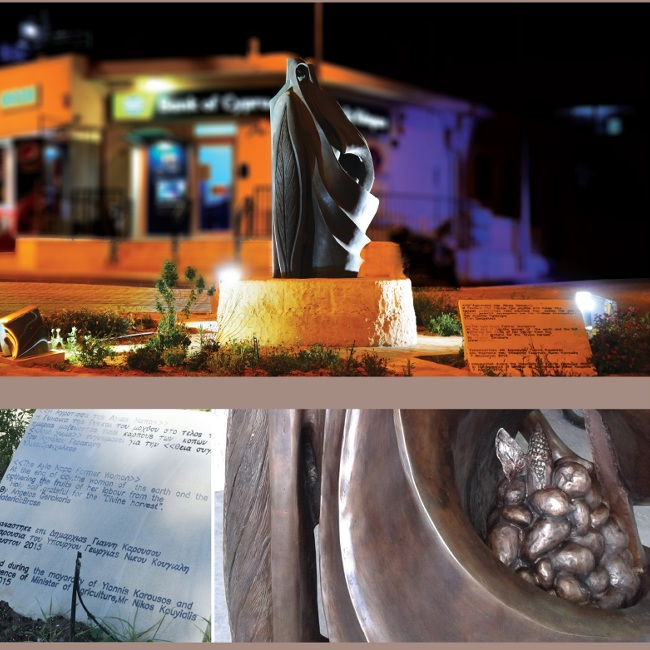
Estatua de la granjera
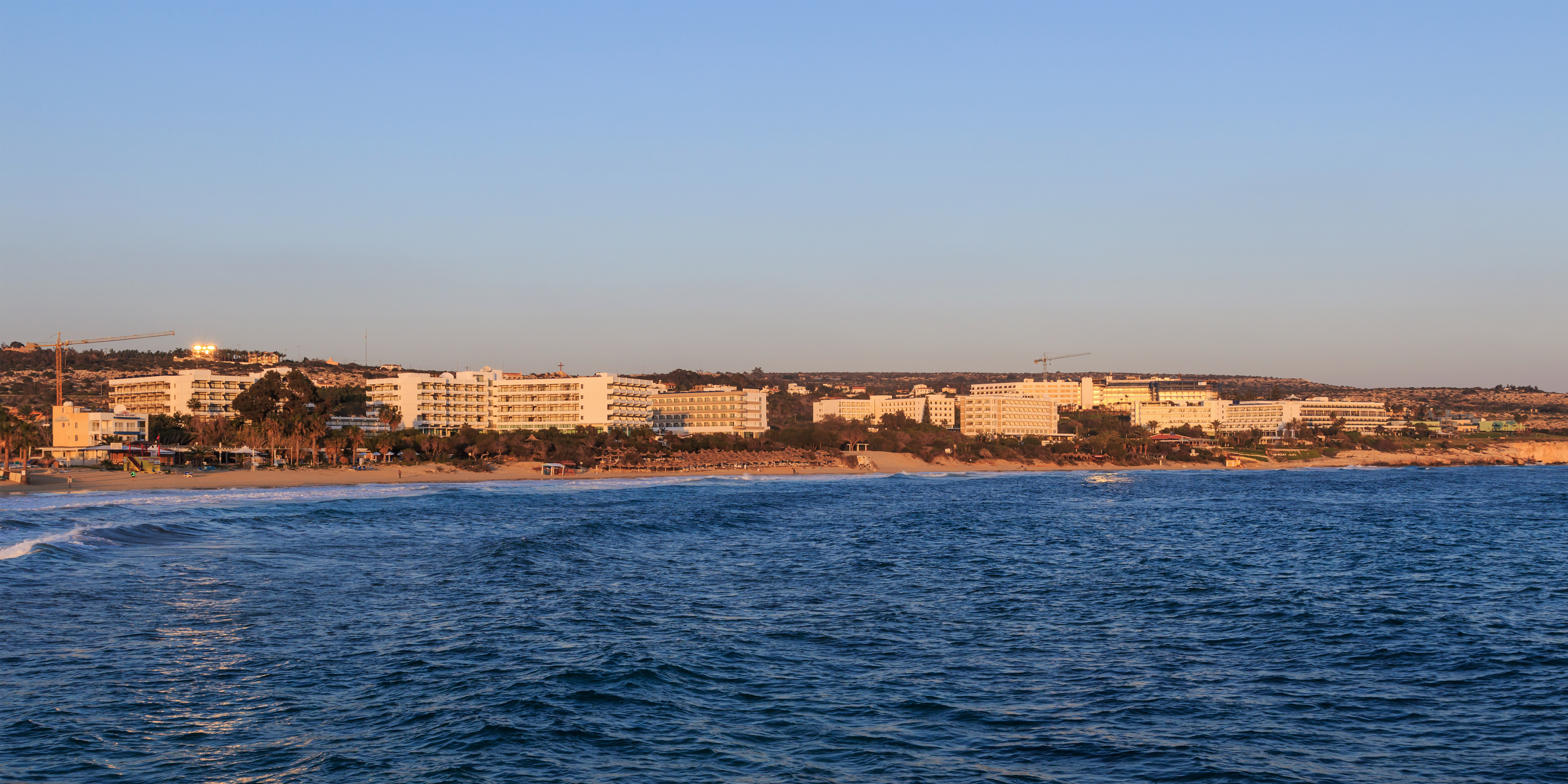
Playa de Ayia Napa
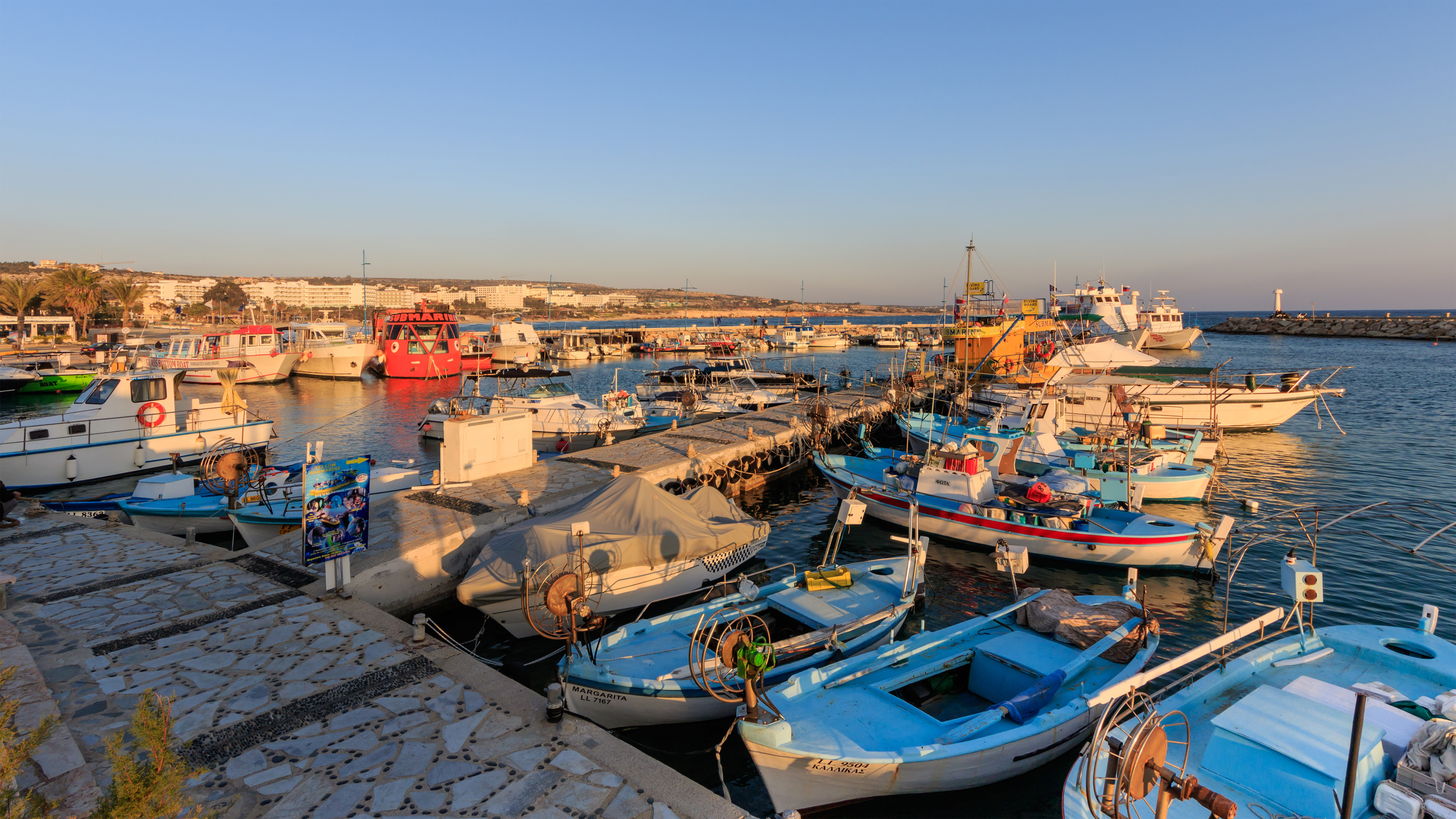
Puerto de Ayia Napa
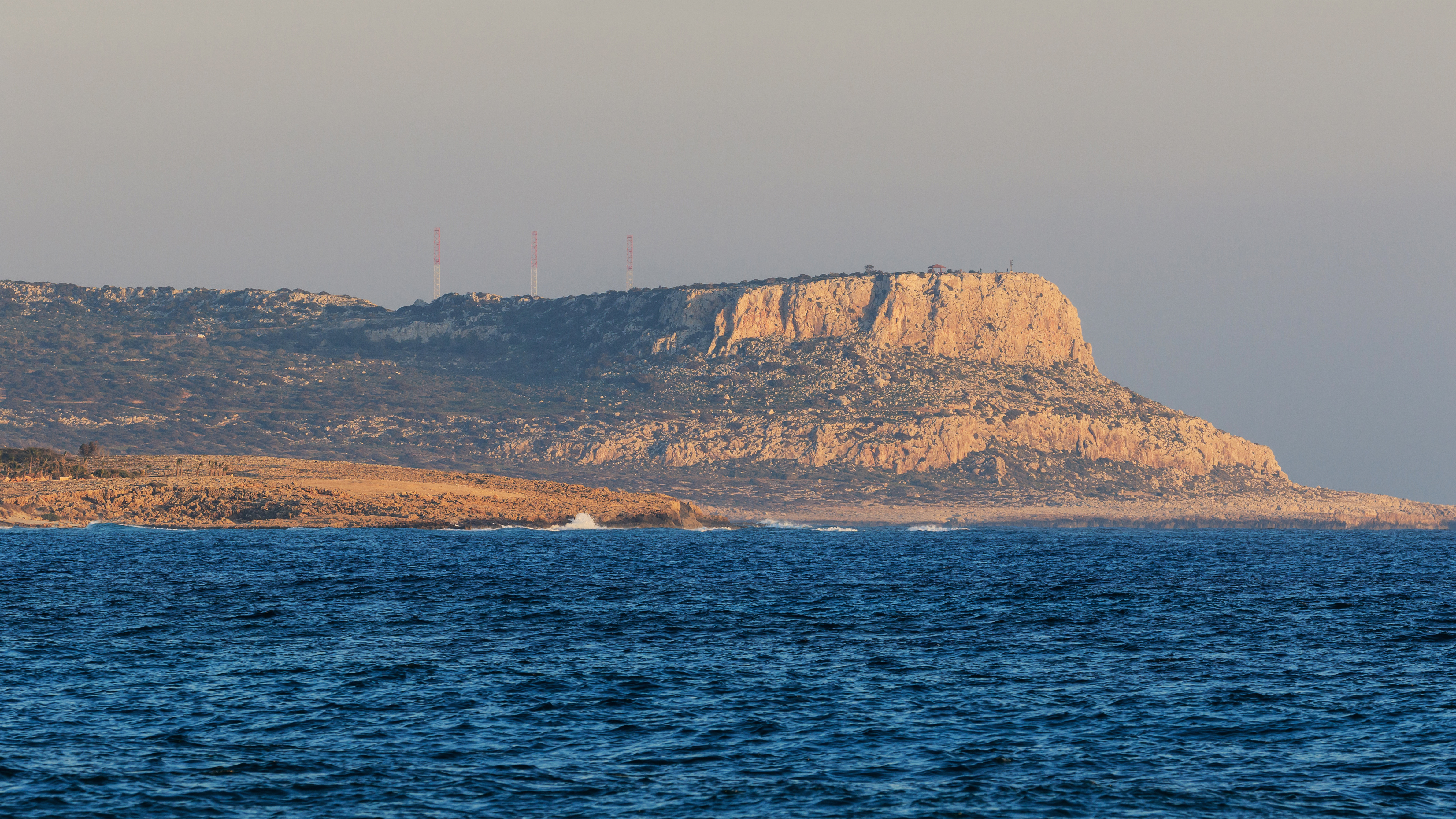
Parque Natural Cabo Greco
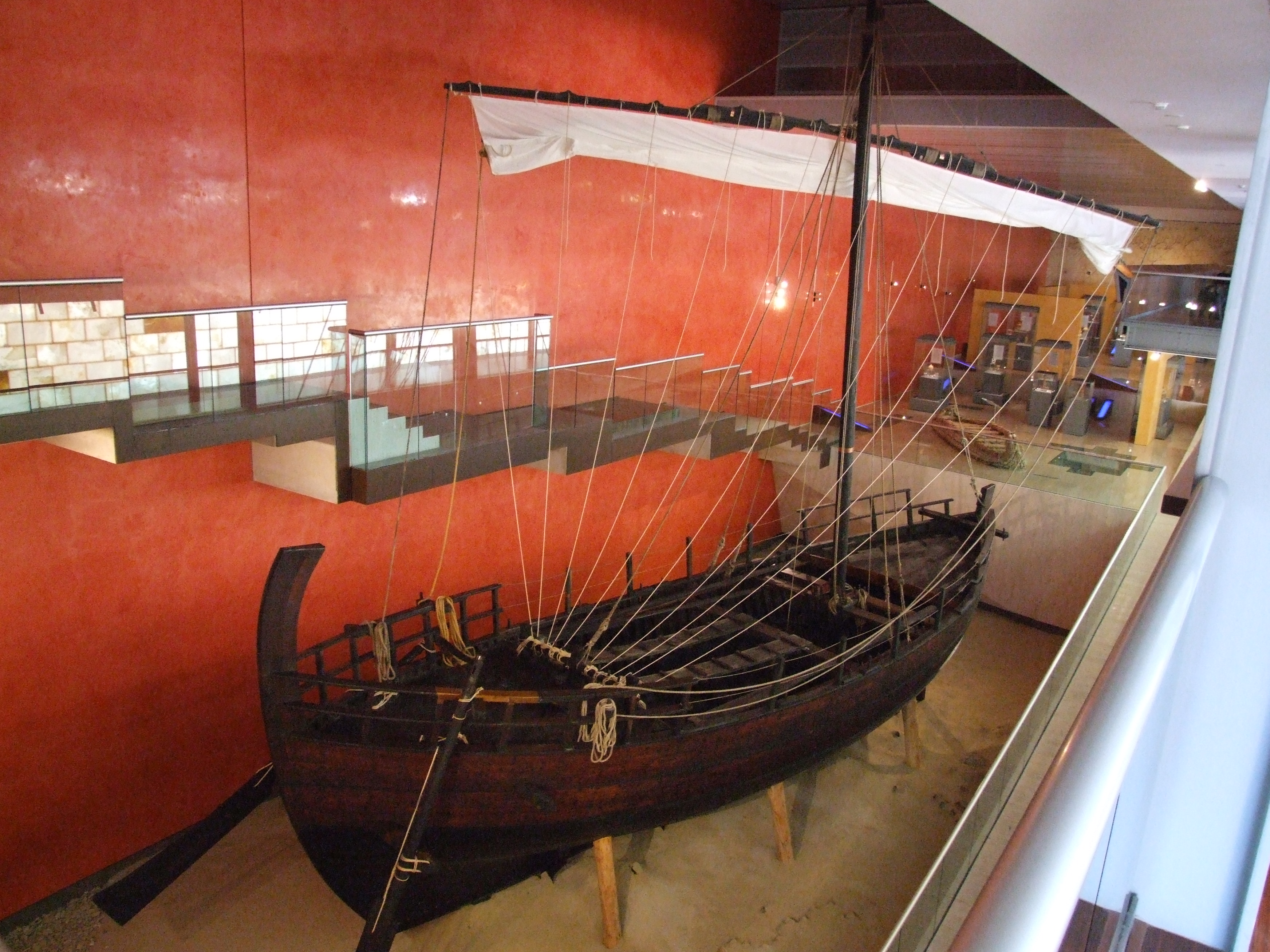
Réplica Kyrenia II en el Thalassa Museum
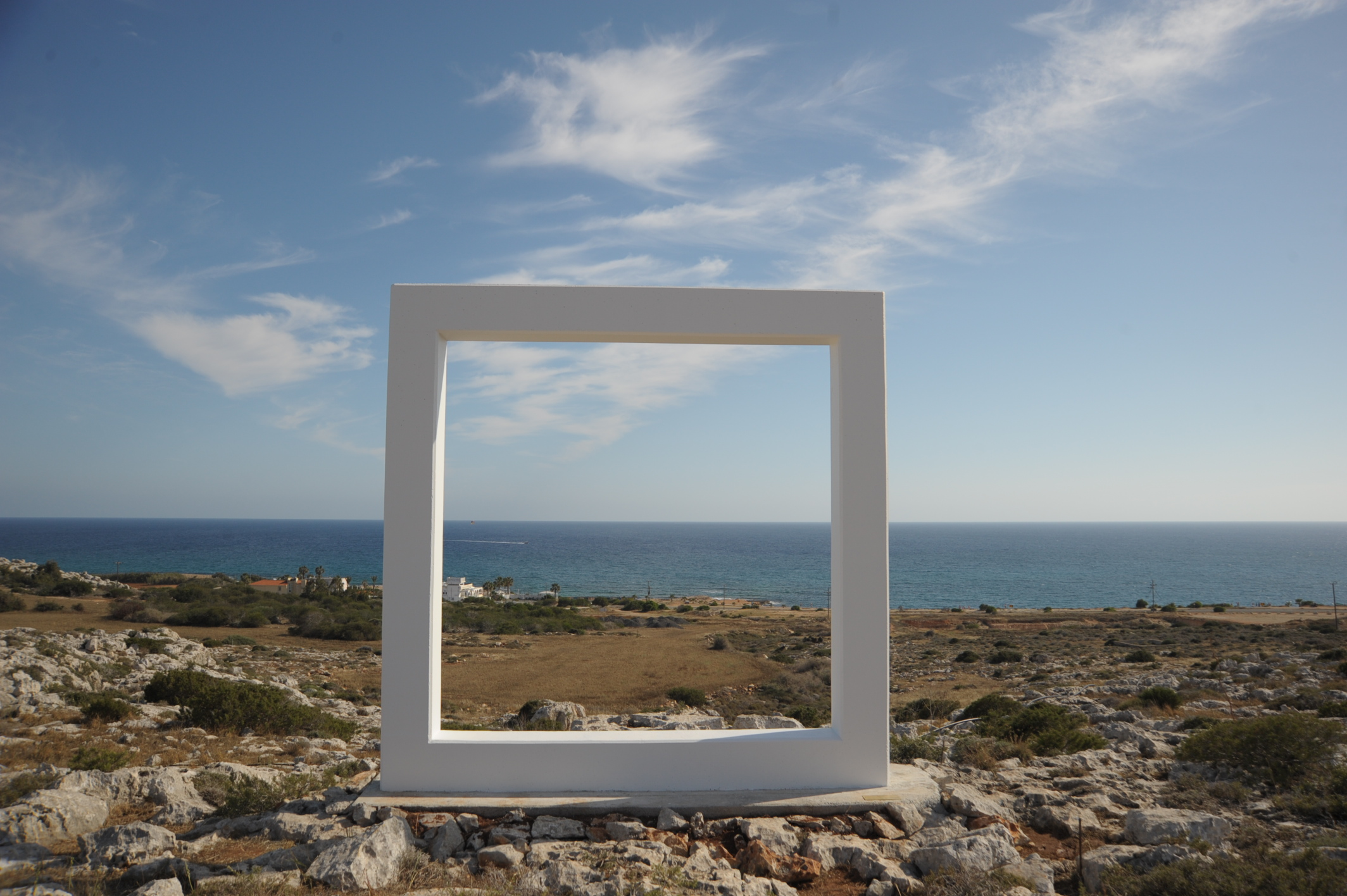
Parque de esculturas de Ayia Napa
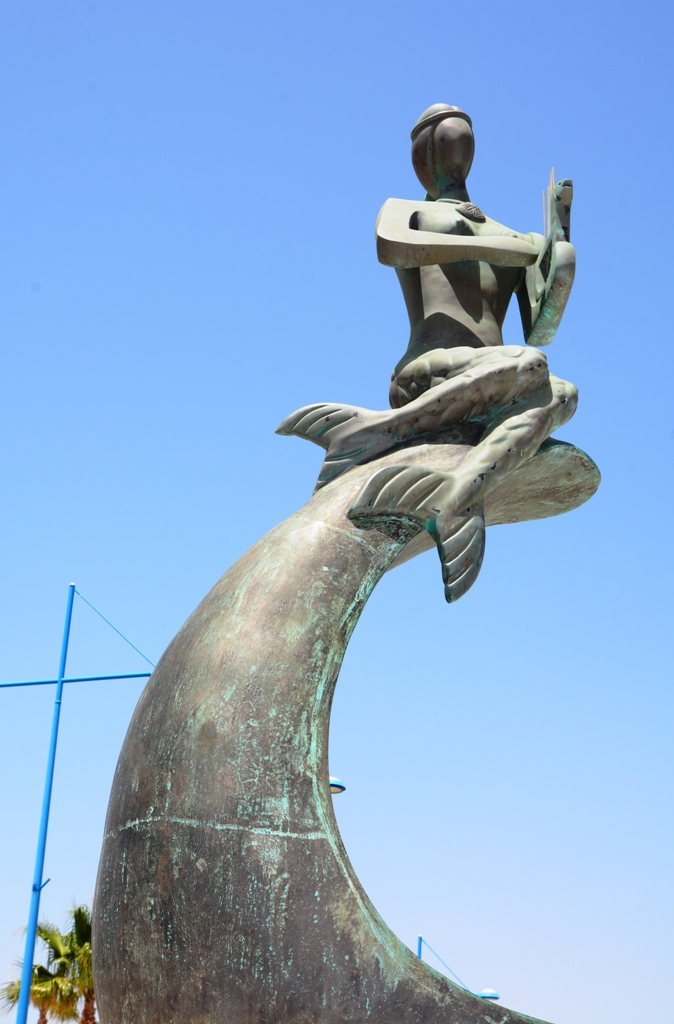
Escultura de la sirena de Ayia Napa
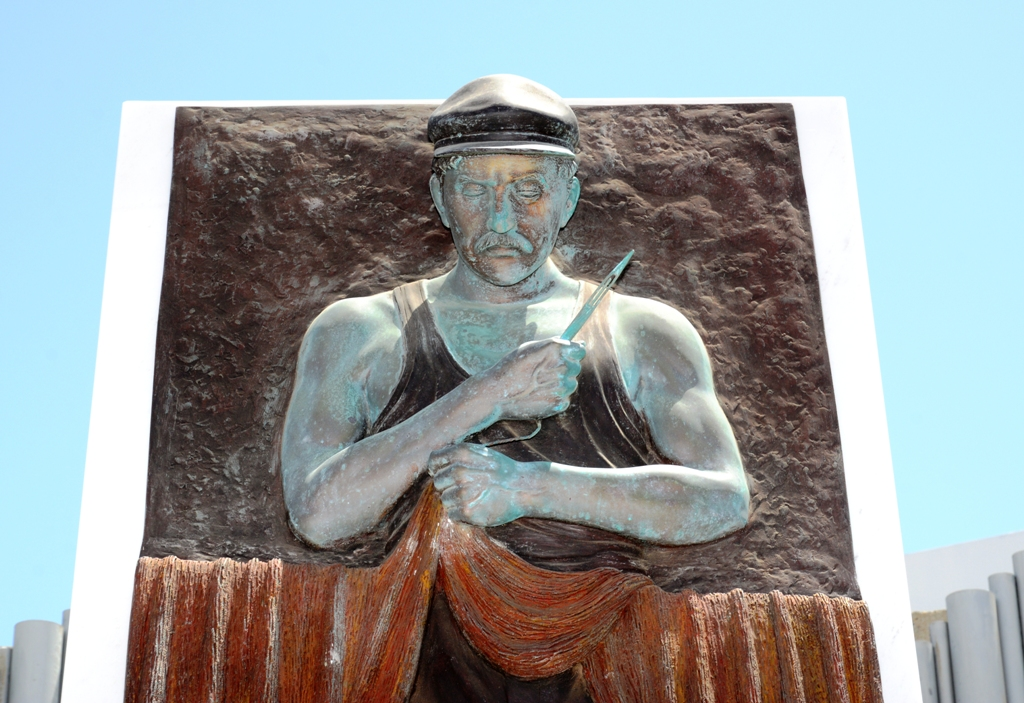
Escultura del pescador de Ayia Napa
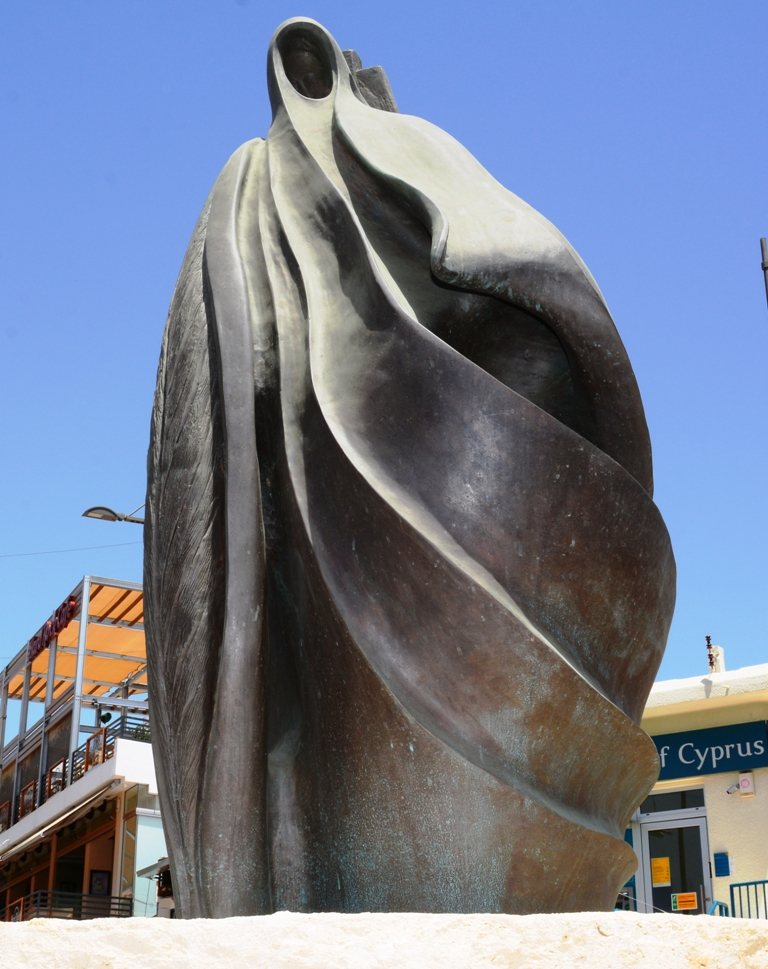
Escultura de la granjera de Ayia Napa
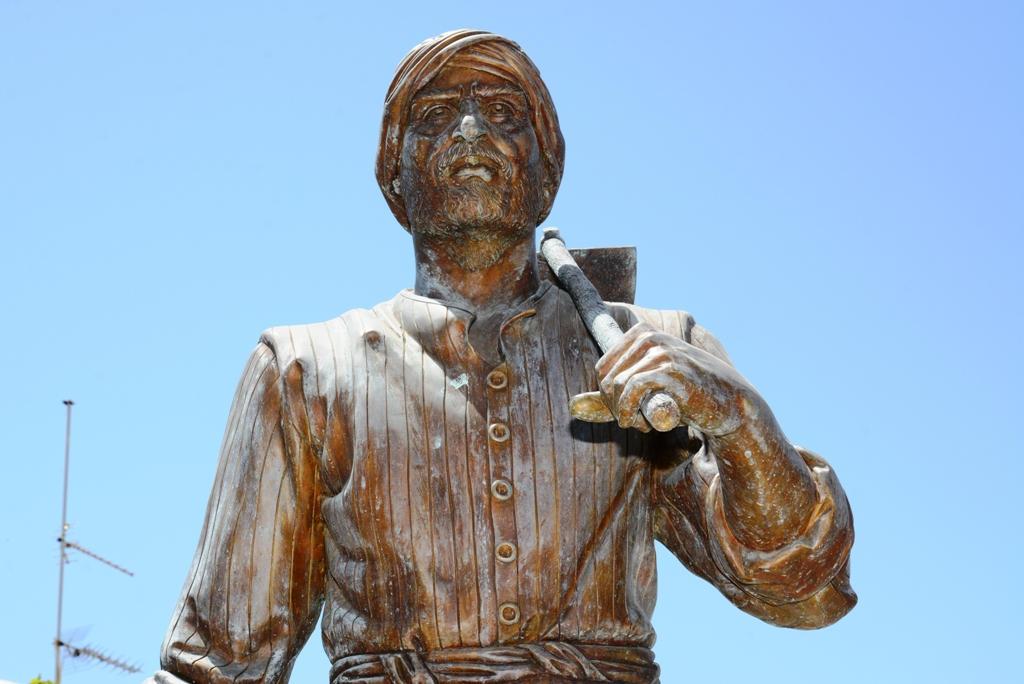
Escultura del granjero de Ayia Napa
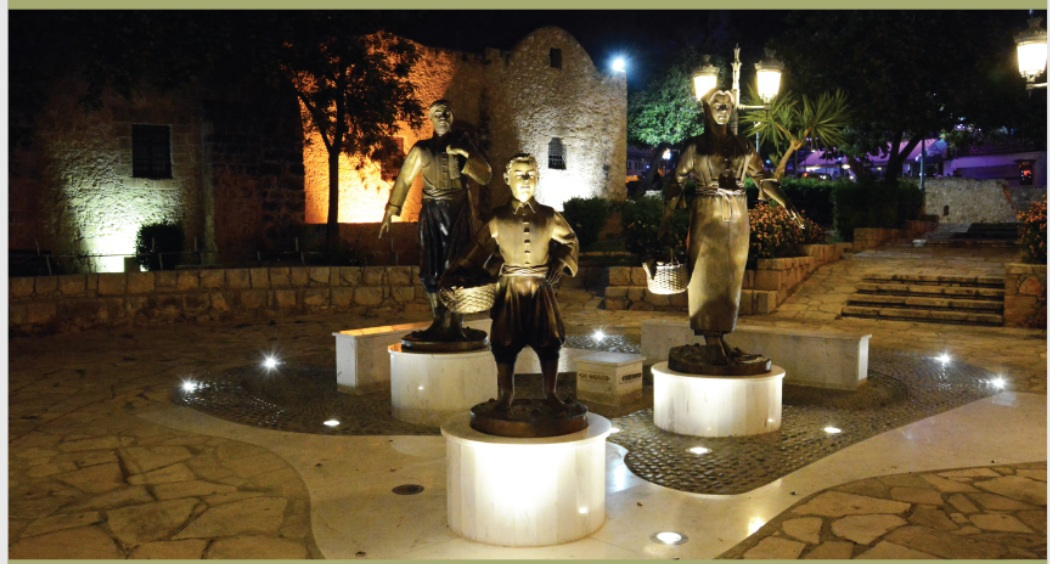
Escultura de la Familia Kemitzis de Ayia Napa
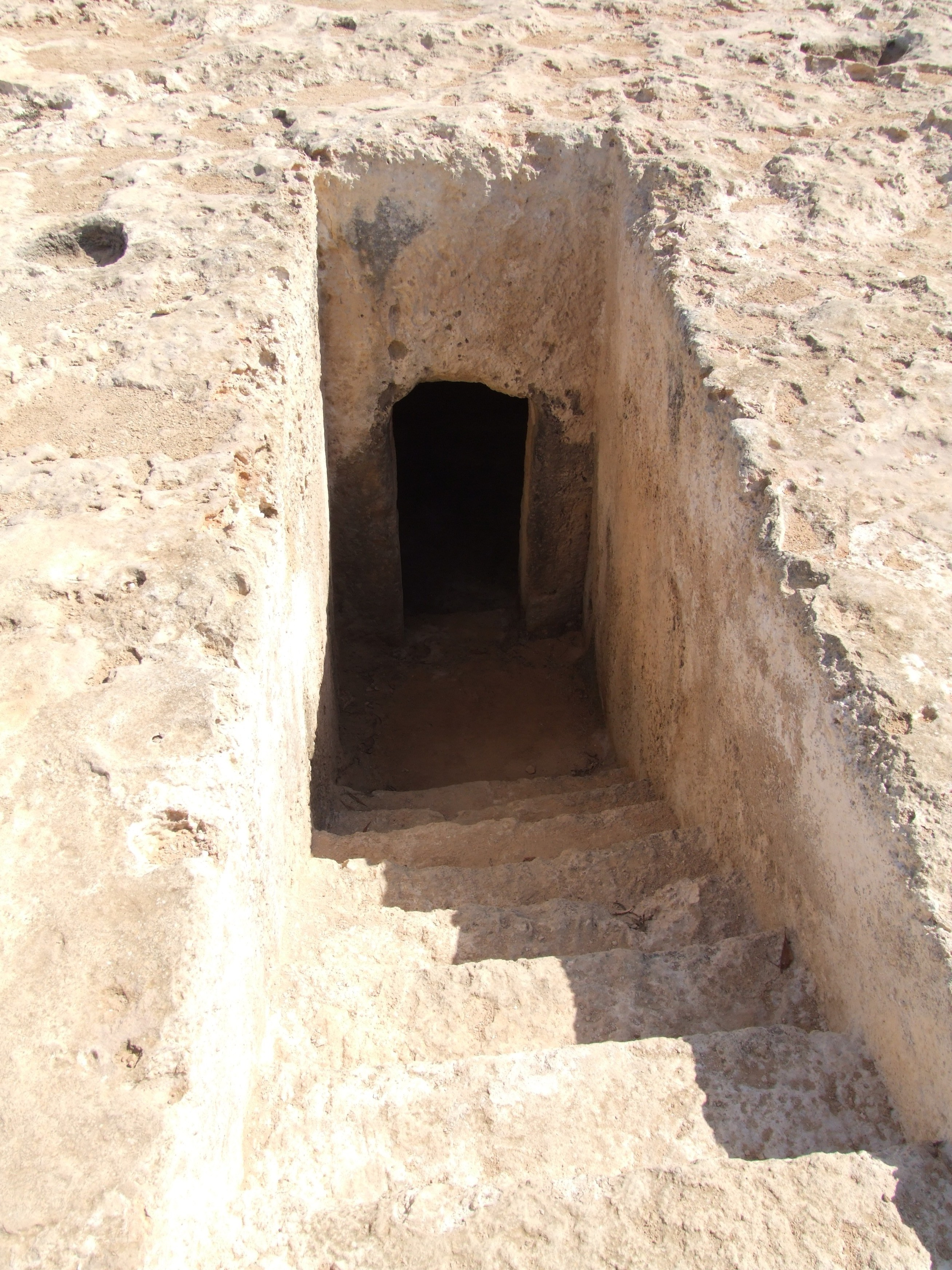
Tumba de Makronissos